# Джуді Тегарт-Далтон
Джудіт Енн Маршалл Тегарт-Далтон (англ. Judith Anne Marshall Tegart Dalton, до одруження Тегарт) — австралійська тенісистка, дев'ятиразова чемпіонка турнірів Великого шолома в парній грі, володарка кар'єрного великого шолома в парній грі. 
П'ять парних титулів Великого шолома Тегарт виборола, граючи з Маргарет Корт.

## Значні фінали

### Турніри Великого шолома

#### Одиночний розряд
| Результат | Рік  | Турнір    | Поверхня | Супротивниця    | Рахунок  |
| --------- | ---- | --------- | -------- | --------------- | -------- |
| Поразка   | 1968 | Wimbledon | Трава    | Біллі Джин Кінг | 7–9, 5–7 |

#### Пари
| Результат | Рік  | Турнір                       | Поверхня | Партнерка      | Супротивниці                   |               |
| --------- | ---- | ---------------------------- | -------- | -------------- | ------------------------------ | ------------- |
| Перемога  | 1964 | Чемпіонат Австралії          | Трава    | Леслі Тернер   | Робін Ебберн Маргарет Сміт     | 6–4, 6–4      |
| Перемога  | 1966 | Чемпіонат Франції            | Ґрунт    | Маргарет Сміт  | Джилл Блекмен Фей Тойн         | 4–6, 6–1, 6–1 |
| Поразка   | 1966 | Wimbledon                    | Трава    | Маргарет Сміт  | Марія Буено Ненсі Річі         | 3–6, 6–4, 4–6 |
| Перемога  | 1967 | Australian Championships (2) | Трава    | Леслі Тернер   | Лоррейн Робінсон Евелін Терра  | 6–0, 6–2      |
| Поразка   | 1968 | Australian Championships     | Трава    | Леслі Тернер   | Карен Кранцке Керрі Мелвілл    | 4–6, 6–3, 2–6 |
| Перемога  | 1969 | Australian Open (3)          | Трава    | Маргарет Корт  | Розмарі Касалс Біллі Джин Кінг | 6–4, 6–4      |
| Перемога  | 1969 | Wimbledon                    | Трава    | Маргарет Корт  | Патті Гоґан Пеггі Мічел        | 9–7, 6–2      |
| Перемога  | 1970 | Australian Open (4)          | Трава    | Маргарет Корт  | Карен Кранцке Керрі Мелвілл    | 6–1, 6–3      |
| Перемога  | 1970 | US Open                      | Трава    | Маргарет Корт  | Розмарі Касалс Вірджинія Вейд  | 6–3, 6–4      |
| Перемога  | 1971 | US Open (2)                  | Трава    | Розмарі Касалс | Гейл Шанфро Франсуаз Дюрр      | 6–3, 6–3      |
| Поразка   | 1972 | Wimbledon                    | Трава    | Франсуаз Дюрр  | Біллі Джин Кінг Бетті Стеве    | 2–6, 6–4, 3–6 |

#### Мікст
| Результат | Рік  | Турнір                   | Поверхня | Партнер       | Супротивники               |                |
| --------- | ---- | ------------------------ | -------- | ------------- | -------------------------- | -------------- |
| Поразка   | 1963 | Чемпіонат США            | Трава    | Ед Рубінофф   | Маргарет Сміт Кен Флетчер  | 6–3, 6–8, 2–6  |
| Поразка   | 1964 | Чемпіонат США            | Трава    | Ед Рубінофф   | Маргарет Сміт Джон Ньюкомб | 6–10, 6–4, 3–6 |
| Поразка   | 1965 | Wimbledon                | Трава    | Тоні Роч      | Маргарет Сміт Кен Флетчер  | 10–12, 3–6     |
| Поразка   | 1965 | Чемпіонат США            | Трава    | Френк Фрелінг | Маргарет Сміт Фред Столл   | 2–6, 2–6       |
| Перемога  | 1966 | Чемпіонат Австралії      | Трава    | Тоні Роч      | Робін Ебберн Вільям Боурі  | 6–1, 6–3       |
| Поразка   | 1967 | Australian Championships | Трава    | Тоні Роч      | Леслі Тернер Овен Девідсон | 7–9, 4–6       |
| Поразка   | 1969 | Wimbledon                | Трава    | Тоні Роч      | Енн Гейдон Фред Столл      | 2–6, 3–6       |
| Поразка   | 1970 | US Open                  | Трава    | Фрю Макміллан | Маргарет Корт Марті Ріссен | 4–6, 4–6       |

## Виноски
1. 1 2  Tingay L. 100 years of Wimbledon — London Borough of Enfield: Guinness Superlatives, 1977. — P. 210.

| Тенісист | Це незавершена стаття про тенісиста чи тенісистку. Ви можете допомогти проєкту, виправивши або дописавши її. |